# 福島県道277号社田浅川線
福島県道277号社田浅川線（ふくしまけんどう277ごう やしろだあさかわせん）は、福島県白河市から石川郡浅川町に至る一般県道である。

## 路線概要
- 起点：白河市表郷社田字松田
- 終点：石川郡浅川町浅川字荒町
- 総延長：13.129km[1]
  - 実延長：13.121km
- 路線認定年月日：1959年8月31日[2]

### 道路施設
滑川橋
- 全長：45.0m
- 幅員：6.0m
- 竣工：1965年[3]

浅川町小貫字社田・棚倉町一色字栗ノ木（町境）から棚倉町一色字通段に跨り、一級水系阿武隈川水系社川を渡る。橋上は上下対向2車線で供用され、歩道は設置されていない。上流側には社川水位観測所が設置されている。橋付近の当路線は浅川町と棚倉町の境界が入り組んでおり、西詰は道路上が町境となっている。

## 通過する自治体
- 白河市 - 東白川郡棚倉町 - 石川郡浅川町 - 東白川郡棚倉町 - 石川郡浅川町 - 東白川郡棚倉町 - 石川郡浅川町

棚倉町一色地区と浅川町小貫地区の境界線が入り組んでいるために町境を何度も超えている。

## 接続・交差する道路
- 白河市内
  - 国道289号（表郷社田字松田 起点）
  - 福島県道278号釜子金山線（表郷八幡字上長橋）
- 棚倉町内
  - 福島県道44号棚倉矢吹線（堤）
- 浅川町内
  - 福島県道75号塙泉崎線（浅川字荒町 終点）

## 沿線
- 浅川町歴史民俗資料館
- 浅川町役場
- 浅川町立浅川小学校